# Martin Janakiew
Martin Janakiew (bułg. Мартин Янакиев, ur. 8 marca 1983 w Burgasie) – bułgarski wioślarz, reprezentant Bułgarii w wioślarskiej dwójce podwójnej podczas letnich igrzysk olimpijskich w Pekinie.

## Osiągnięcia
- Mistrzostwa świata – Gifu 2005 – dwójka podwójna – 4. miejsce[1][2].
- Mistrzostwa świata – Eton 2006 – dwójka podwójna – 5. miejsce[1][2].
- Igrzyska olimpijskie – Pekin 2008 – dwójka podwójna – 10. miejsce[1][2].
- Mistrzostwa Europy – Ateny 2008 – jedynka – 6. miejsce[2].